# Áron Mónus
Dans le nom hongrois Mónus Áron, le nom de famille précède le prénom, mais cet article utilise l’ordre habituel en français Áron Mónus, où le prénom précède le nom.
Áron Mónus est un essayiste hongrois connu pour avoir écrit, traduit et publié des écrits développant la théorie du complot juif et maçonnique.

## Biographie
Il naît dans une ferme de Hódmezővásárhely (où il vit toujours actuellement), dans une famille de petite noblesse calviniste. Après la Seconde Guerre mondiale, il fuit le régime communiste en émigrant à l'Ouest. Il enseigne les mathématiques à l'université de Rennes, puis à l'École supérieure des sciences de Reims, qui faisait alors partie de l'Université de Paris. Il est ensuite conseiller scientifique au centre de recherche en informatique de l'École des mines de Paris. En 1977, il affirme avoir été victime d'une tentative d'assasinat, un homme iranien aurait tenté de le pousser dans le vide par la fenêtre d'un bâtiment de la Cité internationale universitaire de Paris. Cet incident est rapporté par le journal télévisé de Antenne 2 du 26 octobre 1977.
Il s'enrichit par des opérations sur le marché des produits agricoles à Paris, vit à Genève à partir de 1984, puis en 1988 il revient dans la ferme de son enfance et achète aux alentours 70 hectares de terres. Il se consacre désormais à son exploitation agricole, et aussi de plus en plus à l'écriture et à la traduction, essentiellement sur le thème d'un complot juif et franc-maçon, accompagné de la rhétorique nationaliste la plus extrême. Ce militantisme à la limite de la légalité lui vaut de nombreux procès, qui attirent d'autant plus l'attention des médias qu'il intente lui-même des procès à ses détracteurs, et qu'il réussit souvent à utiliser les dispositions légales concernant l'incitation à la haine, la diffamation ou les droits d'auteur pour être acquitté ou faiblement condamné, ou même à faire condamner symboliquement ses accusateurs.
Ainsi en 1994, alors que Mónus affirme lors de l'émission Kinn, padon (« dehors sur un banc / en scène ») de Nap TV que les responsables de la mort des petits Juifs sont les riches Juifs francs-maçons soutenant Hitler, et que la Mazsihisz (communauté juive de Hongrie) fait figurer dans un communiqué que cela constitue une incitation à la haine, c'est finalement le dirigeant et le porte-parole de la Mazsihisz qui font l'objet d'une réprimande de la part du tribunal de Budapest.
En 1997, le fournisseur d'accès Internet hongrois Elender supprime sans préavis l'accès à la page où Mónus faisait la publicité de sa traduction de Mein Kampf, et en 2001, son directeur d'alors János Kóka (en) est condamné à lui verser 95 000 forints (soit à l'époque 380 €) de dommages matériels et moraux.
En 2008, Mónus est à nouveau l'objet de l'attention des médias au procès de la Garde hongroise, par sa demande à intervenir comme témoin de la défense en raison du fait que la Garde « aurait pu guetter » ceux qui l'ont cambriolé plusieurs fois en 2007, et surtout par ses longues digressions préliminaires, malgré les rappels à l'ordre du tribunal, sur ses théories du complot et sur le fait que la police a confisqué ses exemplaires de Mein Kampf en hongrois. En 2009, pour la diffusion de Mein Kampf il n'est finalement pas condamné pour violation des droits d'auteur, en effet en droit hongrois cela supposait à l'époque un dommage matériel, or le Land de Bavière, qui est propriétaire des droits et ne donne pas d'autorisation de réimpression (sauf utilisation scientifique de courtes citations), ne considère pas que cette œuvre ait pour lui une valeur matérielle ; Mónus est donc seulement condamné pour publication illégale à 50 000 forints de dommages (soit à l'époque 180 €) et à fournir deux exemplaires parmi ceux qui lui avaient été confisqués et rendus.
En 2013, il est poursuivi pour sa traduction de Roger Garaudy, sur la base de la loi hongroise de 2010 qui réprime la négation de la Shoah, et il manifeste sa désapprobation par des spams répétés sur l'Internet hongrois.

## Publications
- Aron Monus, Les Secrets d'un cercueil, Chevreuse, A. Monus, 1968, 181 p. (OCLC 28475321)
- Aron Monus, Les secrets de l'empire nietzschéen, Santon (Royaume-Uni), Interseas, 1992, 791 p. (OCLC 81443127) [en hongrois : (hu) Áron Mónus, Összeesküvés : A Nietzschei Birodalom – A szabadkőműves bűnszövetkezet, Interseas, 1991, 216 p. (ISBN 978-963-400-542-1, OCLC 75874728) ; en allemand : (de) Aron Monus, Verschwörung : Das Reich von Nietzsche, Interseas, 1994 (OCLC 75599573)]

### Traductions en hongrois
- (hu) Adolf Hitler (trad. Áron Mónus), Harcom [« Mein Kampf »], Interseas, 1996 (notice BN Széchényi)
- (hu) Roger Garaudy (trad. Áron Mónus), Az izraeli politikát megalapozó mítoszok [« Les Mythes fondateurs de la politique israélienne »], Interseas, 1998 (notice BN Széchényi)
- (hu) Cion bölcseinek jegyzőkönyvei [« Les Protocoles des Sages de Sion »] (trad. Áron Mónus), Interseas, 1999 (notice BN Széchényi), paru ensuite en tant que (hu) Theodor Herzl (trad. Áron Mónus), A zsidó világgyarmat programja, Interseas, 2008 (notice BN Széchényi)
- (hu) François Trocase (trad. Áron Mónus), Ausztria–Magyarország lerombolása a zsidóság és a szabadkőművesség által [« L'Autriche juive »], Interseas, 2001 (notice BN Széchényi)
- (hu) Jérôme Tharaud et Jean Tharaud (trad. Áron Mónus), Zsidó uralom Magyarországon Cion Bölcseinek Jegyzőkönyvei alapján [« Quand Israël est roi »], Interseas, 2004 (notice BN Széchényi)